# Владимир Матијевић
Владимир Матијевић (Горњи Будачки, Кордун, 3. август 1854 — Београд, 7. септембар 1929) био је српски трговац, добротвор и оснивач најзначајнијих организација Срба у Хрватској и Аустроугарској.

## Биографија
Владимир Матијевић се родио на Кордуну, у селу Горњи Будачки, у близини Карловца, као треће од деветоро деце. Отац Петар, до распуштања Војне границе, био је официр седме чете Слуњске граничарске регименте, када је, као порезник, прешао у цивилну службу. Његова мајка Јула, рођена Новић, била је из Сурдука у Срему, пореклом из породице официра Петроварадинске граничарске регименте. Сва Матијевићева браћа и сестре умрли су још у раној младости или у средњем добу, тако да је једино он доживео зреле године.

### Школовање
Будући да је потицао из официрске породице, по жељи родитеља, после основне школе, уписао је региментску кадетску школу у Турну код Карловца. Међутим, када је отац, као разборит човек, који се, стицајем околности, доста кретао у друштву образованих Срба разнородних занимања, уочио отпор који његов син испољава према војсци и војном позиву, пружио је подршку младом Владимиру да настави школовање у редовним цивилним школским установама. Управо уз његову помоћ, са непуних седамнаест година, непосредно пре ступања у војну службу, Матијевић је уписао реалку у Раковцу, у непосредној близини Карловца.
Током школовања, на Матијевића је велики утицај извршио прота Никола Беговић, познати национално-просветни делатник, који му је предавао веронауку. Својом појавом и преданим радом Беговић је извршио велики утицај на изграђивање Матијевићевих националних осећања, која ће се касније јасно огледати у његовом непоколебивом и истрајном раду на уздизању и снажењу српског народа. Беговићевом утицају може се приписати и Матијевићево учешће, као добровољца, у Српско-турском рату, 1876. године.
Послушавши савет једног очевог пријатеља да, због урођене окретности, речитости и комуникативности, изабере посао трговца, Матијевић је, после реалке, уписао Високу трговачку школу у Бечу.

### Долазак у Загреб
Када је завршио школовање, враћа се у завичај и запошљава у великој трговачкој кући Рајнер у Карловцу. По избијању српско-турског рата 1876. године одлази као добровољац у Србију. Ту и остаје извесно време након рата, радећи у Београду у једној књижари. Због болести напушта рад и одлази својима у Карловац. За време окупације прешао је Личко Петрово село код Петра Шарка тамошњег трговца. Године 1882. стиже у Барању да радио за фирму "Вишња" код Печуја. Затим се дефинитивно насељава у Загребу, где запослење добија у трговачкој радњи Густава Сахера. Почео је као практикант, а потом се доказао као заступник и трговачки путник. Путовао је много, заступајући више трговачких кућа по свим српским крајевима, које је упознао и повезао се са истомишљеницима. Од самог почетка, пажљиво је пратио и упијао начин рада, проучавајући практичне трговачке послове. Као вредан, способан, послован и перспективан човек, који је све послове завршавао на време, ефикасно и педантно, био је миљеник свих власника трговачких пословница код којих је радио. Праксу је стицао по највећим трговачким фирмама, доприносећи да свака од њих прошири послове и увећа капитал. Преданим радом, и сам Матијевић стекао је значајна новчана средства, када му је 1882. године, у његовој двадесет и седмој години, Коншак, власник највеће трговачке радње у Загребу и његов последњи послодавац, постао пословни партнер. Под Матијевићевим вођством, та фирма је проширила обим пословања и увећала се неколико пута.
Годину дана касније, 1883. године, оженио се Паулином Лађевић, ћерком Ђоке Лађевића, трговца из Карловца. У том периоду код Матијевића је започела идеја о оснивању Српског привредног друштва Привредник, коју ће он, уз помоћ већег броја пријатеља и српских родољуба, успешно спровести у дело.

### Оснивање Привредника
Одлука о оснивању Привредника код Матијевића се није родила одједном већ је сазревала током година које је провео као трговачки путник, обилазећи многе пределе Аустроугарске. Опрезни Матијевић своју одлуку није одмах разгласио, него се опробао на поједниначним примерима. Тако је после обављеног посла, помињући то тек узгред, нудио трговцима с којима је пословао једног свог тобожњег „малог рођака“, дечака са села, за шегрта. Пошто су понуде најчешће прихватане, Матијевић се затим обраћао сеоским учитељима и свештеницима са захтевом да му пошаљу одабрану децу, коју ће упутити на изучавање заната. На тај начин он је на разне занате „наместио“ око 250-оро деце, а првог шегрта у својој двадесет другој години.
Недуго потом, пошто је стекао знатан иметак и име успешног привредника, Матијевић је одлучио да престане с путовањима и да се посвети раду у својој фирми у Загребу. У то време обављао је темељне припреме за оснивање Привредника, ослањујиће се притом на искуства у раду постојећих јеврејских и других друштава са сличним задацима. Коначно, 1897. године, Привредник је почео с радом „наместивши“ првог шегрта. Прве бележнице о слању питомаца на занат Матијевић је водио у свом стану. У првим годинама Привредниковог рада Матијевић је лично прегледавао сваку приспелу молбу, о којој је одлучивао после подробне анализе. Такође, саставио је и написао Статут Привредника. Од оснивања па до своје смрти Матијевић је био потпредседник Привредника.

### Српска банка и савез земљорадничких задруга
Пре оснивања Привредника Матијевић је значајно радио на подизању српске привреде у Хрватској и Аустроугарској. Заједно са Богданом Медаковићем, Јованом Живковићем и Светиславом Шумановићем предводио је оснивање Српске банке у Загребу 1895. године. Кад је основана, Банка је имала један од највећих капитала у Хрватској и била је први српски новчани завод у Аустроугарској. Матијевић је изабран за председника управе Банке и ту функцију је вршио до своје смрти.
Залагањем Матијевића и његових пријатеља и сарадника основано је око 450 српских земљорадничких задруга у Аустроугарској, које су 1896. удружене у Савез српских земљорадничких задруга. Њихова сврха је била да окупља сељаке и обучава их и пољопривредним, потрошачким и кредитним пословима, да их подстиче на штедњу и омогућава повољне кредите, уз помоћ Српске банке.